# Diócesis de Grosseto
La diócesis de Grosseto (en latín: Dioecesis Grossetana y en italiano: Diocesi di Grosseto) es una circunscripción eclesiástica de la Iglesia católica en Italia. Se trata de una diócesis latina, sufragánea de la arquidiócesis de Siena-Colle di Val d'Elsa-Montalcino. Desde el 19 de diciembre de 2024 su obispo es Bernardino Giordano.

## Territorio y organización

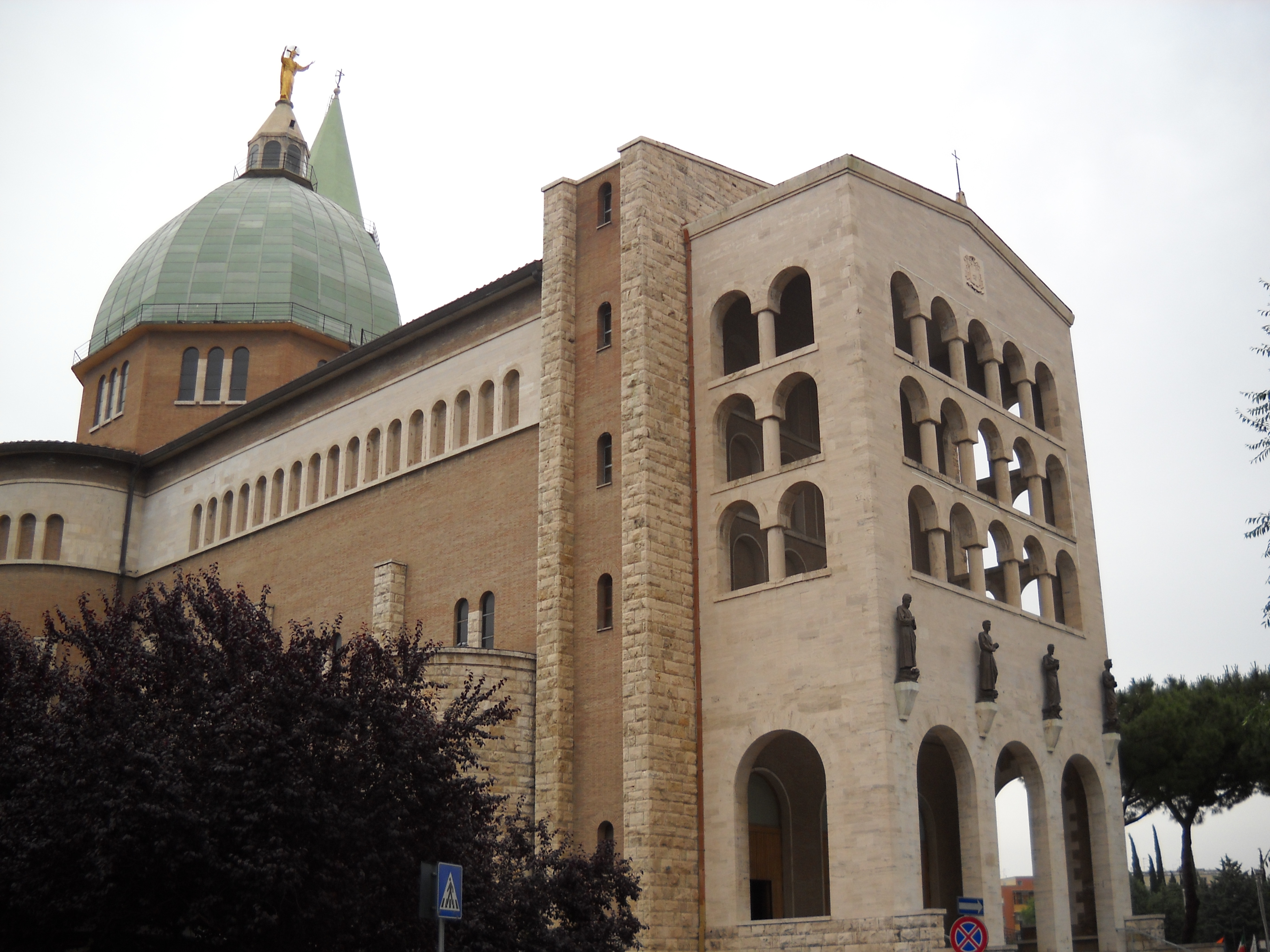
Basílica del Sagrado Corazón de Jesús, en Grosseto

La diócesis tiene 1239 km² y extiende su jurisdicción sobre los fieles católicos de rito latino residentes en parte de la provincia de Grosseto en la región de Toscana, comprendiendo las comunas de: Campagnatico, Castiglione della Pescaia, Cinigiano (las fracciones de Sasso d'Ombrone y Poggi del Sasso), Civitella Paganico (la fracción de Casale di Pari), Gavorrano, Grosseto, Massa Marittima (la fracción de Tatti), Montieri (la fracción de Boccheggiano), Roccastrada, Scarlino.

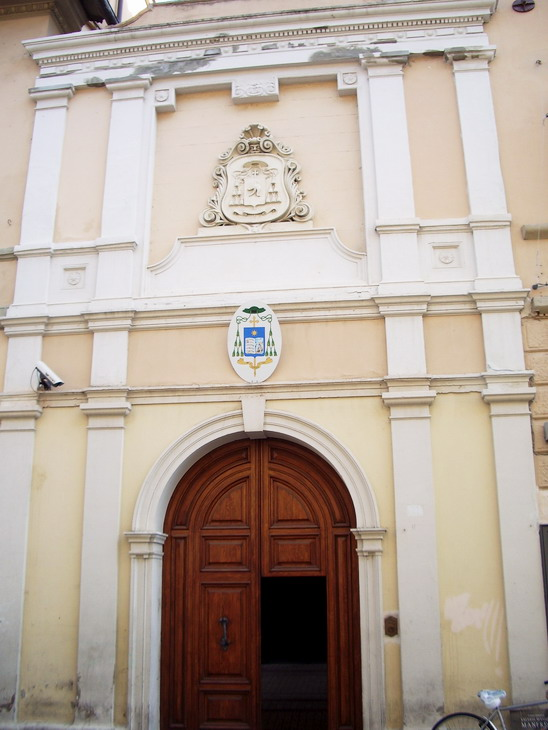
Palacio episcopal de Grosseto

La sede de la diócesis se encuentra en la ciudad de Grosseto, en donde se halla la Catedral de San Lorenzo y la basílica del Sagrado Corazón de Jesús.
En 2023 en la diócesis existían 50 parroquias agrupadas en 4 zonas pastorales:
- la zona pastoral urbana comprende 10 parroquias de la ciudad de Grosseto: San Lorenzo (catedral), San Giuseppe, San Giuseppe Benedetto Cottolengo, Sacro Cuore, Santissimo Crocifisso, Maria Santissima Addolorata, San Francesco, Santa Lucia, Santa Famiglia y Madre Teresa di Calcutta;
- la zona pastoral suburbana comprende 11 parroquias de la fracción de Grosseto: Santa Maria dell'Alberese, San Guglielmo d'Aquitania (Braccagni), San Martino vescovo (Batignano), San Vincenzo de' Paoli (Casotto Pescatori), Santissimo Salvatore (Istia d'Ombrone), Santi Stefano e Lorenzo martiri in San Niccolò (Montepescali), Santa Maria Assunta (Nomadelfia), San Carlo Borromeo (Principina Terra), Santa Maria Goretti (Rispescia), Immacolata Concezione (Roselle) san Rocco y B.V. del Carmelo (Marina di Grosseto);
- la zona pastoral minerario-costiera comprende 12 parroquias en las comunas de:
  - Castiglione della Pescaia: San Giovanni Battista, Sant'Andrea apostolo de Tirli, Santa Maria Assunta de Buriano, la Consolata de Punta Ala y Santi Simone e Giuda de Vetulonia,
  - Gavorrano: San Giuliano, San Giuseppe lavoratore de Bagno di Gavorrano, San Biagio de Caldana, de Giuncarico y San Leonardo de Ravi,
  - Scarlino: San Martino in San Donato y Madonna delle Grazie de Scarlino Scalo,
- la zona pastoral collinare comprende 17 parroquias en las comunas de:
  - Campagnatico: San Giovanni Battista, San Cerbone de Montorsaio, Maria Santissima Ausiliatrice de Marrucheti y Madonna di Lourdes de Arcille,
  - Roccastrada: San Niccolò, San Giovanni Battista de Torniella, Santi Paolo y Barbara de Ribolla, San Michele arcangelo de Sassofortino, San Martino de Roccatederighi, Maria Santissima Madre della Chiesa de Sticciano, Sant'Antonio abate de Olmini de Sticciano y Sant'Andrea apostolo de Montemassi,
  - Massa Marittima: Santa Maria Assunta de Tatti,
  - Montieri: San Bartolomeo apostolo de Boccheggiano,
  - Cinigiano: San Michele arcangelo de Sasso d'Ombrone y Santa Margherita de Poggi del Sasso,
  - Civitella Paganico: San Donato de Casale di Pari.

## Historia
La diócesis de Grosseto es heredera de la antigua diócesis de Roselle, cuya sede episcopal fue trasladada a Grosseto en 1138, manteniéndose inalterada la estructura territorial hasta el siglo XV.
La diócesis de Roselle está atestiguada por primera vez a finales del siglo V, con el obispo Vitaliano, presente en el concilio romano celebrado por el papa Símaco el 1 de marzo de 499. Un siglo después le sucedió el obispo Balbino, nombrado por Gregorio Magno visitador de la diocesi de Populonia, que se había quedado sin pastor, y que participó en el concilio de 595. Los demás obispos de Roselle del primer milenio también son conocidos sobre todo por su participación en los concilios celebrados por los pontífices romanos.
El territorio de la diócesis coincidía con el del distrito civil. Esta situación se prolongó hasta la época lombarda, cuando la parte nororiental, que incluía las zonas de Ancaiano, Civitella, Paganico y, quizás, Cinigiano, pasó a la diócesis de Siena. Este desmembramiento dividió la diócesis de Roselle en dos porciones no contiguas; el enclave llamado "la Pisana" fue cedido a favor de la diócesis de Montalcino en el siglo XV.
La catedral original de Roselle se ha identificado con la basílica paleocristiana construida en los baños imperiales de la antigua ciudad, o con la iglesia románica construida un poco al este del foro de la ciudad en el lugar ahora llamado Moscona. Fue dedicada al mártir san Lorenzo, nombre con el que se conocía a la Sancta Rosellana Ecclesia mucho antes de 1071. A finales del siglo XI, por obra de Dodone o de su sucesor Baulfo, la sede episcopal fue trasladada a las laderas de Poggio Mosconcino. La nueva catedral está atestiguada en un documento de 1108.
Durante el siglo XI, una disputa sobre los límites diocesanos con la diócesis de Populonia fue resuelta a favor de Roselle por el papa Gregorio VII en 1076.
La presencia monástica en el territorio diocesano es particularmente evidente a partir del año 1000. Se puede recordar a los camaldulenses que fundaron el monasterio de San Lorenzo al Lanzo en 1204, a los agustinos de Sestinga a partir de 1258, a los cistercienses de San Salvatore di Giugnano en 1209. La diócesis vio surgir una orden monástica autóctona, la de los Guglielmitas, a quienes pasó la abadía de San Pancrazio al Fango en el siglo XII. Otro centro monástico importante fue la abadía de San Rabano, mencionada por primera vez en un documento de 1101 como Santa Maria Alborensis.
En el siglo XII, una serie de acontecimientos determinaron el traslado definitivo de la sede episcopal de Roselle, ya reducida a un pequeño centro, a Grosseto, que fue elevada a la categoría de sede parroquial en 1101. En este sentido, un papel fundamental lo desempeñó el papa Inocencio II, que se alojó varias veces en la ciudad de Grosseto entre 1133 y 1137 como huésped del obispo Rolando, después de la anterior visita del papa Calixto II en mayo de 1120. Durante una de sus visitas a la capital de la Maremma, el papa presenció, entre otras cosas, el asedio de la ciudad por parte de las tropas alemanas del duque Enrique de Baviera (1137), tras la negativa del pueblo de Grosseto a prestar el servicio debido al emperador. El 9 de abril de 1138, mediante la bula Sacrosancta Romana Ecclesia, Inocencio II decretó el traslado de la sede episcopal de Roselle a Grosseto. Se trató de un simple traslado de la sede episcopal, sin ninguna modificación posterior de los límites diocesanos. Sin embargo, Roselle mantuvo durante un cierto período el capítulo de canónigos de la antigua catedral.
Según los registros más antiguos de las Rationes decimarum, entre los siglos XII y XIII la diócesis de Grosseto comprendía 24 pieves. Esta división se mantuvo inalterada hasta el siglo XV. De hecho, en 1462 la diócesis de Grosseto cedió una porción de territorio, que comprendía los distritos parroquiales de Camigliano, Argiano, Poggio alle Mura, Porrona y Cinigiano, para la erección de la diócesis de Montalcino. En 1459 la diócesis, que siempre había estado inmediatamente sujeta a la Santa Sede, pasó a ser sufragánea de la archidiócesis de Siena .
Un largo período de decadencia caracterizó los XVI y XVII, bien documentado ya en la visita apostólica realizada en 1576 por el obispo de Perugia Francesco Bossi. Incluso en la segunda mitad del siglo XVI el territorio todavía pagaba las consecuencias de las largas guerras que habían puesto fin a la independencia de Siena, de la que formaba parte Grosseto, y habían visto nacer el Gran Ducado de Toscana en 1557. En la ciudad episcopal la mayoría de las iglesias habían sido destruidas y la catedral era de hecho la única parroquia de la ciudad; el personal eclesiástico estaba reducido al mínimo, insuficiente para las necesidades pastorales de la diócesis, y compuesto en su mayor parte por sacerdotes procedentes de diócesis vecinas, y en algunos casos literalmente analfabetos; No había preparación teológica ni había recursos necesarios para fundar el seminario episcopal. Además, la insalubridad de la Maremma tuvo, entre otras cosas, dos consecuencias muy graves para la diócesis: estaba casi despoblada, contando sólo con unos pocos miles de habitantes, y los obispos, hasta el siglo XIX, preferían residir en otros lugares, a menudo incluso fuera de la diócesis, ausentándose durante largos períodos y buscando refugio en lugares más saludables especialmente en los meses de verano.
En este contexto, se hizo una excepción con el episcopado de Giacomo Falconetti (1703-1710), que gastó sus energías en el gobierno pastoral de la diócesis, logró abrir por primera vez el seminario episcopal y convocó dos veces el sínodo diocesano (1705 y 1709); y la de Antonio Maria Franci (1737-1790), primer obispo de Grosseto nacido en la diócesis, que en los más de cincuenta años de su episcopado jugó un papel central en la historia de la Maremma de Grosseto en la época de Lorena.
A finales del siglo XVIII, la dominación napoleónica provocó el traslado temporal de algunas parroquias de Castiglione della Pescaia a la diócesis de Ajaccio. El siglo siguiente vio la sede vacante durante una década, coincidiendo precisamente con la unificación de Italia.
En 1858 el difunto obispo Giovanni Domenico Francesco Mensini dejó un fondo de 30 000 escudos para la construcción del nuevo seminario. El proyecto de Mensini fue terminado por Paolo Galeazzi en 1935, quien inauguró el nuevo edificio en via Ferrucci el 26 de octubre de ese año; Hoy es sede y punto de referencia de diversas actividades diocesanas.
De 1924 a 1932, durante el episcopado de Gustavo Matteoni, la diócesis de Grosseto estuvo unida in persona episcopi a la diócesis de Sovana-Pitigliano.
La recuperación de la Maremma provocó un aumento de la población y, en consecuencia, un aumento constante del número de parroquias. Un ejemplo de ello es la ciudad de Grosseto, que hasta 1938 tenía sólo una parroquia y hoy cuenta con 10. Otras parroquias fueron erigidas en nuevos centros habitados, como Sticciano Stazione, Bagno di Gavorrano, Scarlino Scalo y Marina di Grosseto.
El 7 de octubre de 1975 mediante el decreto Quo aptius de la Congregación para los Obispos adquirió las aldeas grosseto de Alberese y Rispescia de la diócesis de Sovana-Pitigliano.
El 21 de mayo de 1989, la ciudad y la diócesis de Grosseto recibieron la visita del papa Juan Pablo II, el tercer pontífice de la historia en visitar la capital de la Maremma, 852 años después de la última visita de un papa. El 10 de mayo de 2018, el papa Francisco visitó la comunidad de Nomadelfia, una parroquia comunitaria en la diócesis de Grosseto.
Desde el 19 de junio de 2021 está unida in persona episcopi a la diócesis de Pitigliano-Sovana-Orbetello.

## Estadísticas
Según el Anuario Pontificio 2024 la diócesis tenía a fines de 2023 un total de 82 600 fieles bautizados.
| Año                                                                             | Población            | Población | Población      | Sacerdotes | Sacerdotes    | Sacerdotes    | Bautizados por sacerdote | Diáconos permanentes | Religiosos | Religiosos | Parroquias |
| Año                                                                             | Bautizados católicos | Total     | % de católicos | Total      | Clero secular | Clero regular | Bautizados por sacerdote | Diáconos permanentes | Varones    | Mujeres    | Parroquias |
| ------------------------------------------------------------------------------- | -------------------- | --------- | -------------- | ---------- | ------------- | ------------- | ------------------------ | -------------------- | ---------- | ---------- | ---------- |
| 1950                                                                            | 99 800               | 100 000   | 99.8           | 105        | 66            | 39            | 950                      |                      | 6          |            | 45         |
| 1970                                                                            | 127 702              | 129 009   | 99.0           | 109        | 62            | 47            | 1171                     |                      | 51         | 106        | 57         |
| 1980                                                                            | 107 500              | 108 300   | 99.3           | 82         | 52            | 30            | 1310                     |                      | 60         | 120        | 52         |
| 1990                                                                            | 110 000              | 115 000   | 95.7           | 79         | 48            | 31            | 1392                     | 1                    | 31         | 76         | 49         |
| 1999                                                                            | 110 434              | 112 805   | 97.9           | 83         | 52            | 31            | 1330                     | 2                    | 55         | 53         | 49         |
| 2000                                                                            | 110 152              | 111 140   | 99.1           | 82         | 52            | 30            | 1343                     | 2                    | 40         | 49         | 49         |
| 2001                                                                            | 104 845              | 111 370   | 94.1           | 77         | 51            | 26            | 1361                     | 2                    | 27         | 46         | 49         |
| 2002                                                                            | 105 215              | 111 810   | 94.1           | 82         | 56            | 26            | 1283                     | 2                    | 26         | 45         | 49         |
| 2003                                                                            | 105 882              | 111 307   | 95.1           | 80         | 55            | 25            | 1323                     | 2                    | 25         | 43         | 49         |
| 2004                                                                            | 105 850              | 110 980   | 95.4           | 77         | 52            | 25            | 1374                     | 2                    | 25         | 36         | 49         |
| 2006                                                                            | 122 464              | 128 338   | 95.4           | 76         | 55            | 21            | 1611                     | 3                    | 21         | 32         | 50         |
| 2013                                                                            | 125 459              | 134 903   | 93.0           | 71         | 51            | 20            | 1767                     | 5                    | 20         | 28         | 50         |
| 2016                                                                            | 125 388              | 134 826   | 93.0           | 70         | 51            | 19            | 1791                     | 6                    | 19         | 35         | 50         |
| 2019                                                                            | 122 000              | 130 100   | 93.8           | 67         | 51            | 16            | 1820                     |                      | 17         | 25         | 50         |
| 2021                                                                            | 128 920              | 132 000   | 97.7           | 66         | 47            | 19            | 1953                     | 6                    | 25         | 28         | 50         |
| 2023                                                                            | 128 000              | 131 000   | 97.7           | 66         | 47            | 19            | 1959                     | 6                    | 25         | 28         | 50         |
| Fuente: Catholic-Hierarchy, que a su vez toma los datos del Anuario Pontificio. |                      |           |                |            |               |               |                          |                      |            |            |            |

## Episcopologio

### Obispos de Roselle
- Vitaliano † (mencionado en 499)
- Balbino † (antes de 591-después de 595)
- Teodoro † (mencionado en 649)
- Valeriano † (mencionado en 680)
- Gaudioso (mencionado en junio de 715)
- Rauperto † (mencionado en 826)
- Ottone I † (antes de 850 circa?[nota 1]-después de 861)
- Radaldo † (mencionado en 967)[11]
- Ottone II? † (mencionado en 1000 circa)[nota 2]
- Ranieri † (mencionado en 1015)[11]
- Crescenzio † (mencionado en 1036)[11]
- Gerardo † (antes de 1050-después del 18 de enero de 1060)[11]
- Dodone † (antes del 15 de abril de 1060-después de 1079)[11]
- Baulfo o Ranulfo? † (circa 1090)[nota 3]
- Gaulfrido? † (circa 1100)[nota 4]
- Ildebrando † (antes de 1101-después de 1108)[11]
- Berardo † (mencionado en 1118)[11]
- Anónimo † (mencionado en 1122/1124 circa)[nota 5]
- Rolando † (antes de 1133-abril de 1138 nombrado obispo de Grosseto)

### Obispos de Grosseto
- Rolando † (abril de 1138-después de 1160)
- Martino † (antes de 1174-después de 1179)
- Gualfredo † (antes de 1187-después de 1202[12])
- Azzo † (mencionado en 1210)
- Ermanno † (circa 1212-1 de febrero de 1216 falleció)
- Pepo, O.Cist. † (antes de 1220-después de 1228)
- Azio I † (30 de abril de 1240-?)
- Ugo di Ugurgeri † (mencionado en 1262)
- Azio II † (1265-1277 falleció)
  - Bindo di Montorgiali † (1277 – 17 de marzo de 1278) (obispo electo)
- Bartolomeo da Amelia, O.F.M. † (9 de abril de 1278-? falleció)
- Offreduccio † (13 de marzo de 1291-circa 1295 falleció)
- Giovanni I † (12 de octubre de 1295-circa 1305 falleció)
- Restauro, O.F.M. † (18 de abril de 1306-1328 falleció)
- Filippo Bencivenne, O.P. † (7 de noviembre de 1328-circa 1330 falleció)
- Angelo da Porta Sole, O.P. † (12 de febrero de 1330-22 de febrero de 1334 falleció)
- Angelo Cerretani † (18 de junio de 1334-1349 falleció)
- Benedetto Cerretani † (2 de noviembre de 1349-1383 falleció)
- Giacomo Tolomei, O.F.M.Conv. † (1384-26 de enero de 1390 falleció)
- Angelo Malavolti † (27 de septiembre de 1390-?)
- Giovanni II † (1400-1400)
- Antonio Malavolti † (1400-1406 falleció)
- Francesco Bellanti † (1407-6 de julio de 1417 falleció)
- Giovanni Pecci † (15 de diciembre de 1417-1 de marzo de 1426 falleció)
  - Antonio Casini † (12 de septiembre de 1427-4 de febrero de 1439 falleció) (administrador apostólico)
  - Giuliano Cesarini † (1439-10 de noviembre de 1444 falleció) (administrador apostólico)
- Memmo Agazzari † (30 de julio de 1445-4 de octubre de 1452 falleció)
- Giovanni Agazzari † (6 de octubre de 1452-1468 o 1471 falleció)
- Giovanni Pannocchieschi d'Elci † (1471-1488 falleció)
- Andreoccio Ghinucci † (9 de marzo de 1489-1497 falleció)
- Raffaello Petrucci † (4 de agosto de 1497-11 de diciembre de 1522 falleció)
- Ferdinando Ponzetti † (22 de diciembre de 1522-25 de febrero de 1527 renunció)
- Wolfgang Goler † (25 de febrero de 1527-julio de 1527 falleció)
- Marco Antonio Campeggi † (23 de marzo de 1528-7 de mayo de 1553 falleció)
  - Fabio Mignanelli † (17 de mayo de 1553-2 de octubre de 1553 renunció) (administrador apostólico)
- Giacomo Mignanelli † (2 de octubre de 1553-1576 falleció)
- Claudio Borghese † (22 de agosto de 1576-1590 falleció)
- Clemente Politi † (26 de abril de 1591-25 de octubre de 1606 falleció)
- Giulio Sansedoni † (20 de noviembre de 1606-1611 renunció)
- Francesco Piccolomini † (17 de agosto de 1611-mayo de 1622 falleció)
- Girolamo Tantucci † (11 de julio de 1622-1637 falleció)
- Ascanio Turamini † (2 de marzo de 1637-2 de septiembre de 1647 falleció)
- Giovanni Battista Gori Pannilini † (1 de marzo de 1648-1662 falleció)
- Giovanni Pellei, O.F.M.Conv. † (11 de febrero de 1664-8 de julio de 1664 falleció)
- Cesare Ugolini † (13 de abril de 1665-diciembre de 1699 falleció)
- Sebastiano Perissi † (28 de mayo de 1700-noviembre de 1701 falleció)
- Giacomo Falconetti, O.P. † (15 de enero de 1703-29 de abril de 1710 falleció)
- Bernardino Pecci † (15 de diciembre de 1710-1 de junio de 1736 falleció)
- Antonio Maria Franci † (6 de mayo de 1737-10 de abril de 1790 falleció)
- Fabrizio Selvi † (17 de junio de 1793-9 de junio de 1835 renunció)
  - Sede vacante (1835-1837)
- Giovanni Domenico Francesco Mensini † (2 de octubre de 1837-29 de abril de 1858 falleció)
  - Sede vacante (1858-1867)
- Anselmo Fauli, O.Carm. † (22 de febrero de 1867-30 de enero de 1876 falleció)
- Giovanni Battista Bagalà Blasini † (3 de abril de 1876-1 de marzo de 1884 falleció)
- Bernardino Caldaioli † (1 de marzo de 1884 por sucesión-27 de febrero de 1907 falleció)
- Ulisse Carlo Bascherini † (8 de julio de 1907-8 de marzo de 1920 renunció[nota 6])
- Gustavo Matteoni † (8 de marzo de 1920-3 de marzo de 1932 nombrado arzobispo coadjutor de Siena[nota 7])
- Paolo Galeazzi † (16 de septiembre de 1932-10 de agosto de 1971 falleció)
- Primo Gasbarri † (16 de octubre de 1971-22 de enero de 1979 renunció)
- Adelmo Tacconi † (23 de marzo de 1979-20 de julio de 1991 retirado)
- Angelo Scola (20 de julio de 1991-14 de septiembre de 1995 nombrado presidente del Pontificio Instituto Juan Pablo II para estudios sobre el matrimonio y la familia)
- Giacomo Babini † (13 de julio de 1996-17 de noviembre de 2001 renunció)
- Franco Agostinelli (17 de noviembre de 2001-29 de septiembre de 2012 nombrado obispo de Prato)
- Rodolfo Cetoloni, O.F.M. (28 de mayo de 2013-19 de junio de 2021 retirado)
- Giovanni Roncari, O.F.M.Cap. (19 de junio de 2021-19 de diciembre de 2024 retirado)
- Bernardino Giordano, desde el 19 de diciembre de 2024